# Val Brembana
La Val Brembana (Àl Brembana in dialetto bergamasco) si trova in provincia di Bergamo e deve il suo nome al fiume Brembo dal quale è attraversata.

## Storia

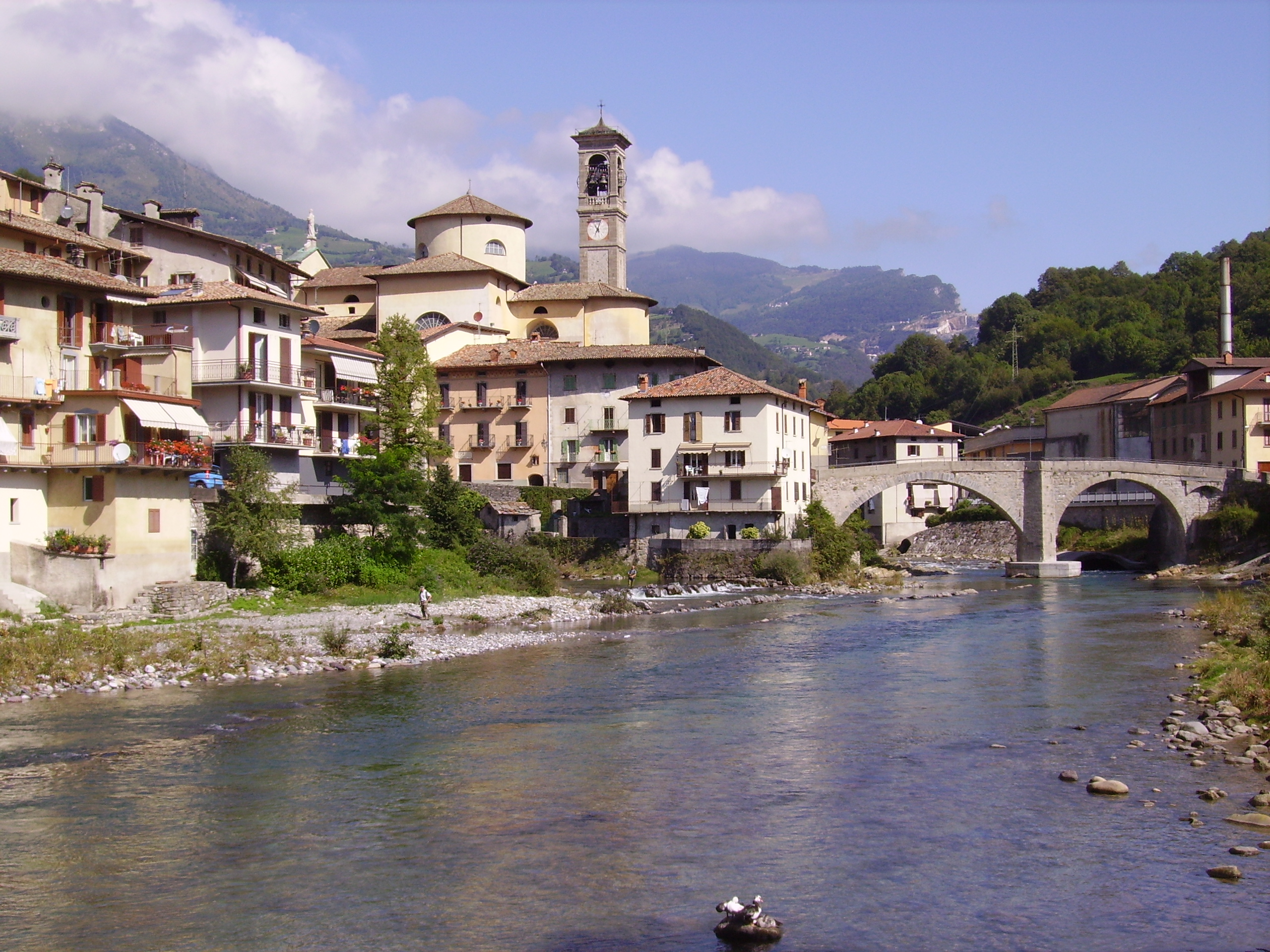
Il Brembo a San Giovanni Bianco

Il nome Valle Brembana è comparso per la prima volta in una pergamena del 28 dicembre 1000.
Nel volgere di pochi decenni la carta geografica della valle si completa poi con i nomi di tutti gli altri paesi, che sorgono generalmente in riva o alla confluenza dei corsi d’acqua, con il paesaggio che si modella in maniera concentrica: un grumo di case addossate le une alle altre e circondate da orti e frutteti, la fascia delle colture e poi la cintura di pascoli e boschi.
In questo periodo (XI-XII secolo) la valle risulta divisa in tanti piccoli feudi di proprietà di famiglie signorili, ma soprattutto dei vescovi di Bergamo e di enti ecclesiastici, come i monasteri di Astino e di Pontida. Già dal 1037 appartenevano poi agli Arcivescovi di Milano Valtorta, la Valle Averara e la Valle Taleggio.
Nel corso del Duecento ha origine il processo delle autonomie comunali e in breve si costituiscono decine e decine di comuni, molti dei quali dotati di propri statuti che regolano la vita delle comunità. Sul piano economico le risorse principali sono quelle della pastorizia e della lavorazione della lana, dell’agricoltura e dello sfruttamento dei boschi. Ma non meno importanti sono le decine di fucine che sorgono lungo le rive del Brembo per la lavorazione del ferro proveniente dalle miniere di Valleve, Carona, Fondra, Valtorta e Mezzoldo.
Dopo il breve periodo delle libertà comunali, nel 1331 Bergamo passa sotto la signoria dei Visconti che istituiscono il vicariato di Valle Brembana con sede a Serina e concedono al territorio una discreta forma di autonomia, come testimonia la nascita dello Statuto della valle Brembana e di quelli di Valtorta, valle Averara e valle Taleggio. Sotto il dominio milanese, tra la fine del Trecento e l'inizio del Quattrocento, la valle conosce quello che è forse il periodo più sciagurato della propria storia: alle frequentissime carestie ed epidemie si aggiunge infatti lo scatenamento delle lotte civili tra Guelfi e Ghibellini. Le divisioni attraversano tutta la valle e anche i singoli paesi al loro interno. Ovunque sorgono torri e fortilizi e si registra una lunga catena di violenze, incendi e devastazioni.

### La dominazione veneta
La pace tornerà soltanto con l'avvento di Venezia che si registra nel 1428. La Serenissima conferma diritti e privilegi e in particolare quello, molto sentito, di mantenere la valle completamente autonoma dalla città di Bergamo. Il territorio viene diviso in vicariati: Valle Brembana Inferiore con capoluogo Zogno, Valle Brembana Superiore con capoluogo Serina, Valle Brembana Oltre la Goggia con capoluogo Piazza Brembana, che si aggiungono a quelli di Valtorta, Taleggio e Averara, che hanno il privilegio di "valli separate", cioè con diritto di reggersi con propri statuti e nominare il vicario veneto al loro interno.
Sul piano artistico il Trecento e il Quattrocento segnano lo sviluppo di un’architettura religiosa caratterizzata da edifici di struttura semplice, con portici e interni abbelliti di affreschi. Gli esempi più notevoli sono quelli delle chiese di Santa Brigida, Averara, Cornello, Cornalita, affrescate da artisti di ottimo livello come Pietro de Asenelis e la dinastia dei Baschenis che, muovendo dalla Val Brembana, andranno poi ad affrescare numerose chiese nel Bresciano e nel Trentino.
L’avvento di Venezia accentua il fenomeno dell’emigrazione, già in atto nel Trecento, e centinaia di valligiani lasciano la loro terra per cercar fortuna in Laguna. Molti adattandosi a mestieri di fatica come facchino, carbonaio, servitore e spazzacamino, ma molti affermandosi come artisti, commercianti e imprenditori. Come dimostrano i nomi di Palma il Vecchio, dei Santacroce, dell’architetto Mauro Codussi, o anche dei Corrieri Postali che gestiranno il servizio tra Venezia e Roma, e dei Bastagi, compagnia di scaricatori addetti alla Dogana. Simili ai Bastagi sono i Caravana che avranno l’esclusiva dello scarico del Portofranco di Genova dal 1450 al 1850. Un'altra corrente migratoria è quella dei Maestri del Ferro, minatori e fonditori conosciuti per la loro maestria e che saranno ingaggiati nelle miniere e nelle fucine di mezza Europa, dalla Calabria alla Polonia.

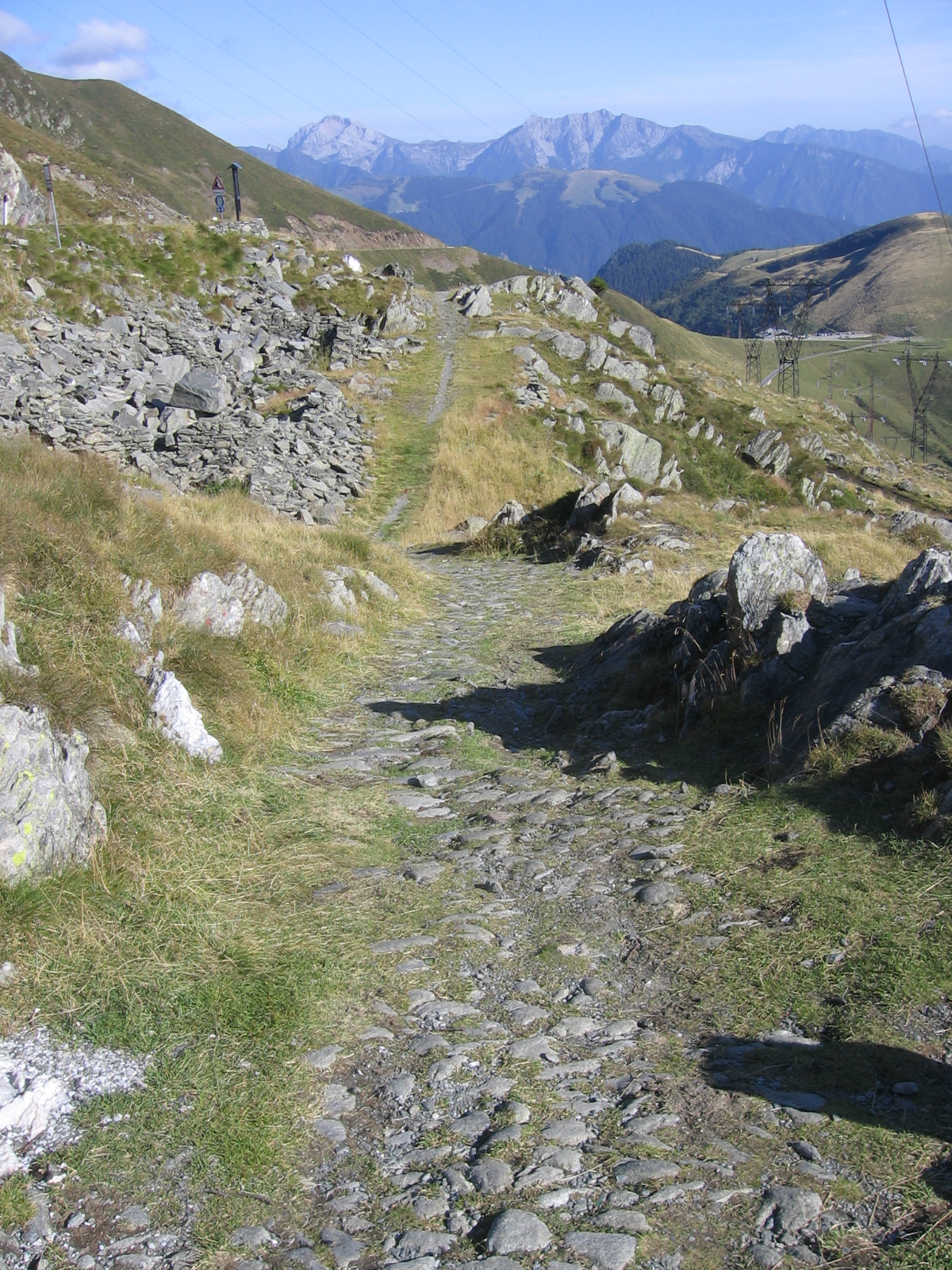
La Via Priula presso il Passo di San Marcoo

La più importante realizzazione d’epoca veneziana è la strada Priula, costruita tra il 1592 e il 1594 sul tracciato che va da Bergamo al valico di San Marco e concepita a scopi militari e commerciali come via di collegamento con la Valtellina e la Svizzera. In realtà, come valico internazionale il passo di San Marco ebbe sempre una funzione assai limitata, ma la Priula fu ugualmente importante perché migliorò notevolmente il sistema viario vallare, favorendo i collegamenti tra i vari paesi e rendendo più facile l’accesso dalla pianura.
Dall’inizio alla fine del lungo dominio, durato quasi quattro secoli, la popolazione della Valle Brembana dimostrò sempre verso Venezia un'assoluta “fedeltà”. Quella veneziana fu del resto un’epoca di pace e per certi aspetti anche di prosperità. Pure la Valle Brembana non fu indenne da carestie e pestilenze (quella del 1630 provocò 6.313 morti su 16.440 abitanti), ma il Seicento e buona parte del Settecento furono tempi di notevole sviluppo economico grazie all’industria della lana, del ferro e del legname e grazie anche ai miglioramenti dell’agricoltura prodotti dall’introduzione del granoturco e della patata.
Sul piano artistico e culturale si affermano due pittori oggi assurti a fama internazionale come Evaristo Baschenis (1617-1677) e Carlo Ceresa (1609-1679). Gli emigranti che hanno fatto fortuna a Venezia, a Genova e nel resto d’Italia promuovono la ristrutturazione e l’abbellimento delle chiese dei paesi d’origine arricchendole di volte affrescate, di quadri d’autore, di arredi, paramenti e suppellettili di grande valore. Tipica di questo periodo è anche la consuetudine di abbellire le facciate e le pareti degli edifici civili con affreschi di carattere sacro, espressione della religiosità popolare. Nella sola Alta Valle Brembana sono stati catalogati oltre 250 affreschi di questo tipo. Fra le testimonianze più note la Serenata macabra di Cassiglio.
La prima rappresentazione cartografica della valle Brembana si deve a Leonardo da Vinci, e fu tracciata probabilmente intorno al 1509, forse su richiesta del re di Francia allora in guerra contro la Serenissima.

### Dai Francesi all’Unità
Nella seconda parte del Settecento il declino di Venezia si riflette anche sulla situazione economica della valle che vive il difficile momento del trapasso dalla dominazione veneziana a quella francese (1797-1815). E tempi di estrema povertà furono pure quelli vissuti sotto il dominio austriaco (1815-1859), anche se è in questo periodo che verrà completamente ristrutturata la viabilità vallare collegando quasi tutti i paesi con strade carrabili. Né migliorò di molto la situazione con l’Unità d’Italia. Il passaggio da un’economia arretrata a una più avanzata e di tipo industriale si ebbe solo con l’arrivo della ferrovia a San Giovanni Bianco nel 1907. Nel volgere di pochi anni sorgono le principali industrie della valle (Cartiera Cima, San Pellegrino, Manifattura di Valle Brembana, industria del cemento) e San Pellegrino vive il suo momento d’oro grazie allo sviluppo termale, alla nascita del casinò e del grand hotel, esempi tra i più notevoli in Italia dello stile liberty. Le due guerre mondiali e il fascismo segnarono altri momenti difficili nella vita della valle che vivrà poi tutte le contraddizioni del boom economico degli anni ‘50 -’60: lo sviluppo dei paesi di fondo valle e delle località turistiche da una parte e l’esodo dalla montagna dall’altra. Problemi che ancora oggi impegnano una valle sempre più mobilitata alla valorizzazione delle sue grandi risorse ambientali, artistiche e culturali.
Successivamente, al momento dell'Unità d'Italia, l'economia della valle continuò ad essere arretrata e l'industria cominciò a diffondersi solamente a partire dal 1907, quando a San Giovanni Bianco arrivò la Ferrovia della Valle Brembana.
Le prime industrie importanti che vi sorsero erano la San Pellegrino, la Cartiera Cima, la Manifattura Val Brembana e l'industria del cemento. Questo fu anche il periodo d'oro del centro di San Pellegrino, che diventò un rinomato centro termale.

### Il liberty a San Pellegrino Terme

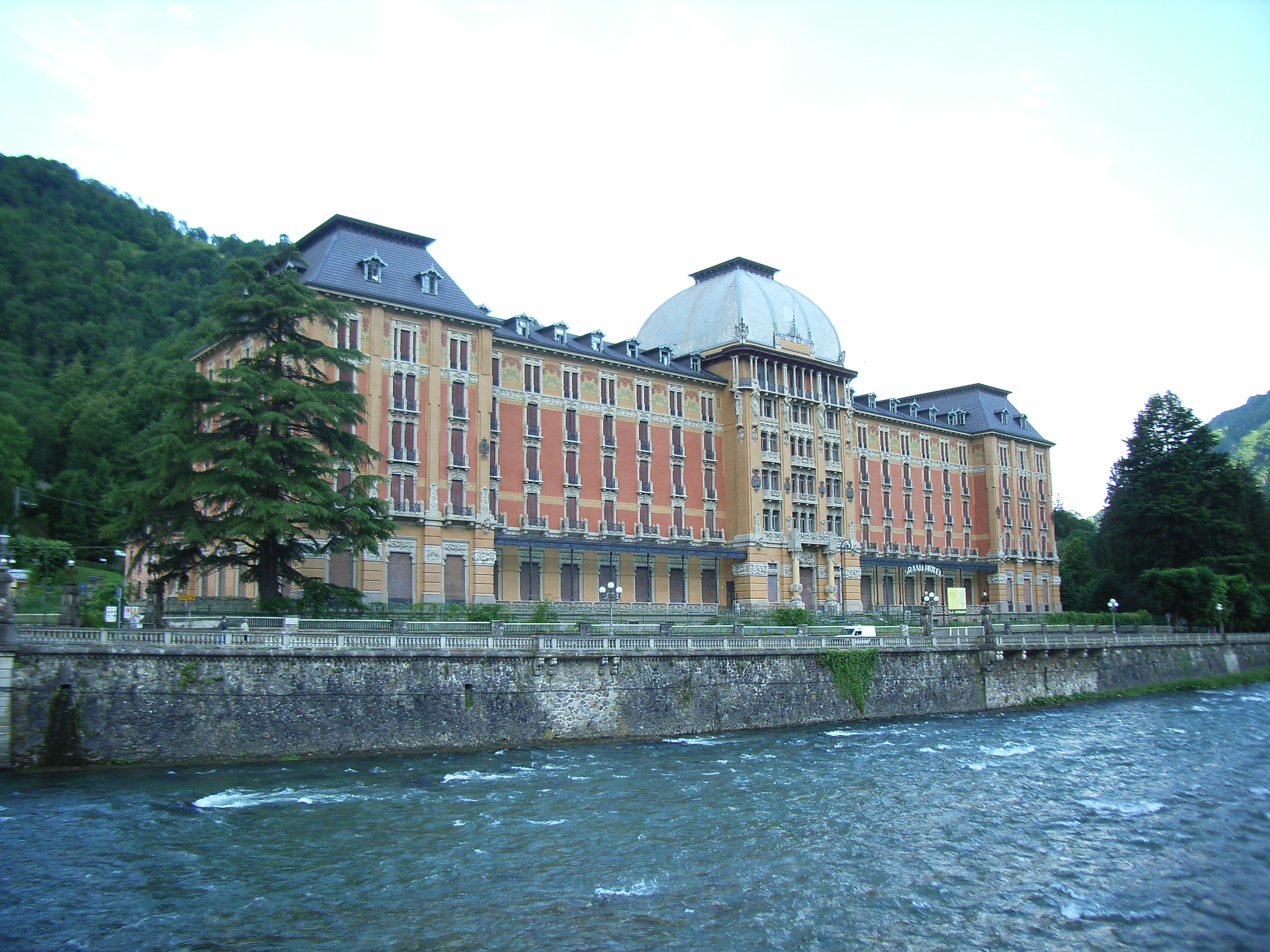
Il Grand Hotel a San Pellegrino Terme

La straordinaria fioritura architettonica in stile liberty apparve a San Pellegrino Terme nel primo decennio del Novecento, quando il paese andava cercando un volto adatto al nuovo ruolo di località di villeggiatura alla moda, anticonvenzionale e soffusa di delicata e suadente voluttà.
L'invito venne accolto dalla borghesia imprenditoriale emergente che aveva eletto San Pellegrino a suo ritrovo mondano e qui voleva lasciare un segno tangibile del suo potere con la creazione di forme architettoniche inedite e fastose, affidate alle mani esperte di artisti di chiara fama, quali il l’ingegner Mazzocchi, l’architetto Squadrelli, il fabbro Mazzucotelli, il vetraio Beltrami, l’ebanista Quarti e lo scultore Vedani.
E così nel giro di pochi anni sorsero gli edifici che ancora oggi conservano l’eco della luminosa belle époque: lo stabilimento dei bagni sul viale delle Terme, la sala bibita col porticato, il grand hotel, lo stabilimento di imbottigliamento dell’acqua minerale, il casinò, il municipio e alcune ville private.
Questi straordinari esempi dell'arte liberty furono per alcuni anni lo sfondo al ritrovo estivo mondano di belle signore, elegantissime nei loro morbidi vestiti di seta, di giovanotti e di uomini maturi che sfoggiavano abbigliamenti dai colori tenuissimi. San Pellegrino divenne allora un centro di rinomanza internazionale, il luogo adatto ai convegni diplomatici, al soggiorno di illustri personalità politiche, artistiche e finanziarie, l’immancabile oggetto delle cronache mondane.
Si può ben dire che “passare le acque” nella località termale brembana e fare una puntata al casinò, per tentare la fortuna ai tavoli da gioco, fosse d’obbligo tra il bel mondo di allora.
Poi vennero la guerra, le limitazioni fasciste e un'altra guerra. E il crollo dei presupposti che avevano fatto le fortune del paese finì per svuotare del ruolo originario i suoi luoghi “sacri”, malgrado i ripetuti tentativi di riproporli come strumento di richiamo turistico.
E oggi il loro fascino, che aleggia sopra il moderno tessuto urbano, sembra suggerire l’invito a provvedere in fretta affinché questi maestosi testimoni di un’epoca felice ritornino a svolgere almeno in parte il ruolo prestigioso per cui furono concepiti.

### L'Iliade brembana
L'Iliade brembana è uno scritto del 1882 di Antonio Stoppani, scrittore e scienziato, per sostenere la fattibilità e la necessità di canalizzare le acque del Brembo per rifornire di acqua potabile Milano. La cosa fu a lungo contesa e dibattuta tra Bergamo e Milano a suon di tesi, perizie e controperizie finché il 22 gennaio 1891 ad Almè il Genio Civile misurò una portata di massima magra di 5500 litri, quantità insufficiente persino per far funzionare gli opifici. La cosa chiuse definitivamente la questione.

## Morfologia

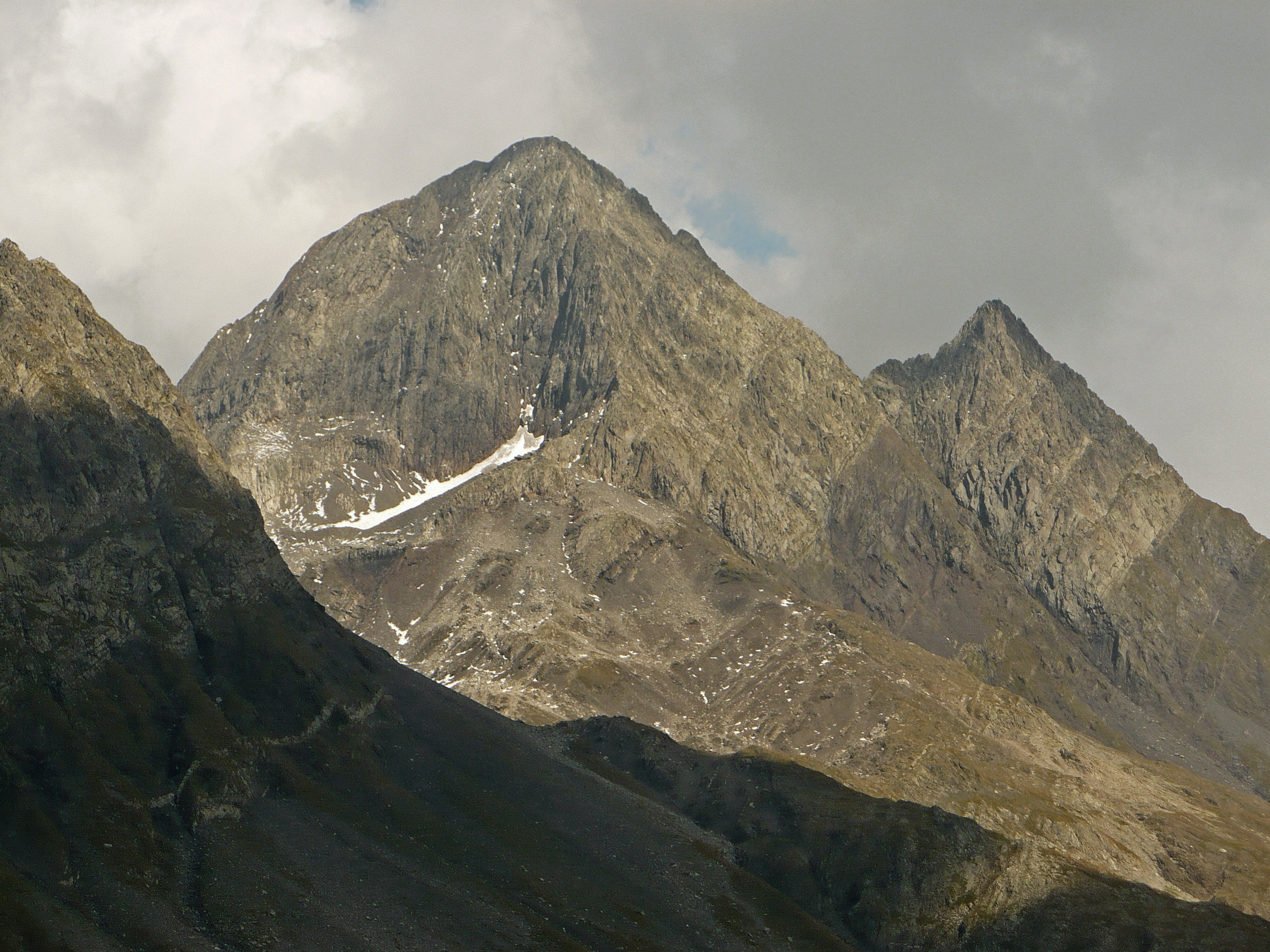
Il Pizzo del Diavolo di Tenda, la vetta più alta della valle

Paesaggisticamente, la Valle presenta aspetti mutevoli e disparati, anche impervi, che dipendono da variazioni altimetriche ma anche dal differente livello di urbanizzazione.
I connotati ambientali del fondovalle sono compromessi da un'urbanizzazione accentuata e diffusa; molte aree presentano effetti di degradazione ambientale e di riduzione dell'attività agricola. Superato il fondovalle ci si immerge nel paesaggio pre-alpino, dove si rilevano borghi tradizionali caratteristici e paesaggi conservati; appena superati paesi come Villa d'Almè, ci si lascia alle spalle il paesaggio di tipo pedemontano e si passa a un ambiente montano.
La valle Brembana comprende a nord la catena delle Alpi Orobie (dalle quali sorge anche lo stesso fiume Brembo), con vette come il Pizzo del Diavolo di Tenda (che ne rappresenta la sua più alta elevazione e segna il confine più settentrionale con la Val Seriana),il Monte Aga, il Corno Stella (Orobie), il Monte Masoni, il Monte Grabiasca, il Pizzo del Becco e il Pizzo Tre Signori, che segna invece il confine tra le province di Bergamo, di Sondrio e di Lecco.
La valle Seriana marca il confine orientale della valle Brembana, mentre quello ovest è segnato dalla Valle Imagna.
A sud la valle Brembana termina nella pianura pedemontana attorno a Bergamo. Il fiume Brembo continua a scorrere fino a gettarsi nel fiume Adda, a sua volta affluente del fiume Po.

## Comuni

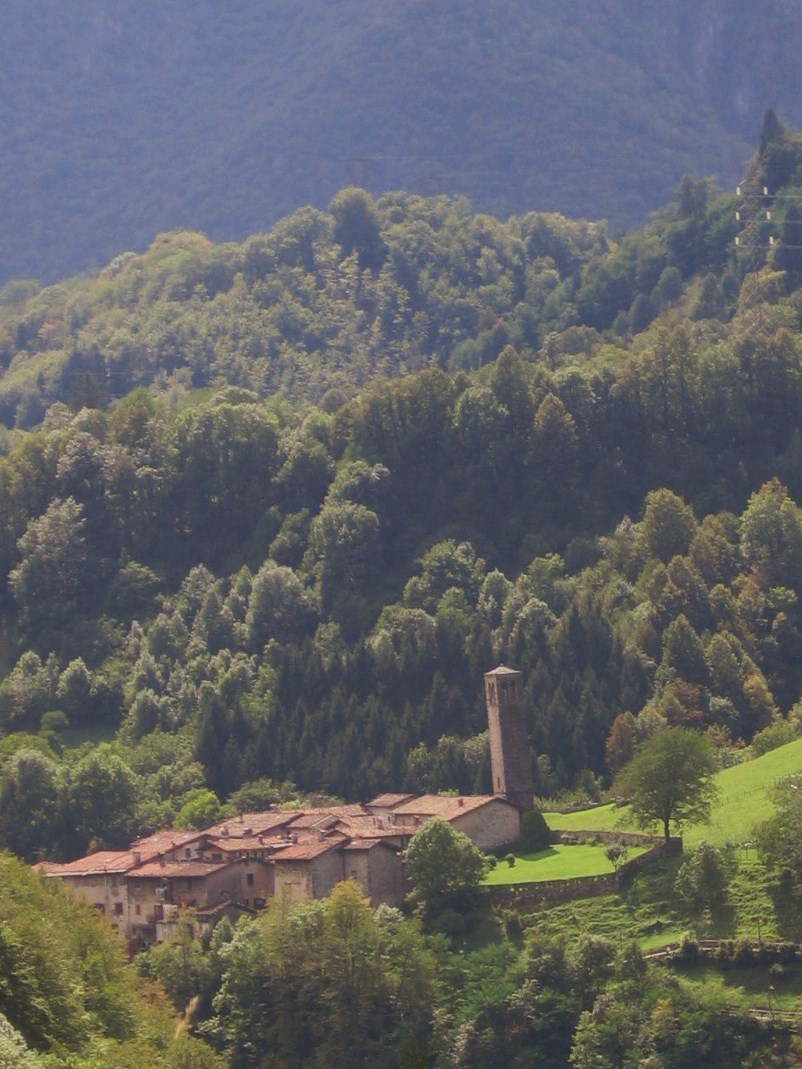
Cornello dei Tasso

Nell'area meridionale della Valle Brembana, quella in cui il fiume Brembo ha potuto meglio farsi spazio in mezzo ai monti, si trovano i comuni più popolati; mentre nella parte nord il territorio brembano è costellato da piccoli centri.
Partendo da sud e risalendo la Valle Brembana verso nord si incontrano i comuni di: Ponteranica e Sorisole (provenendo da Bergamo), e provenendo da Dalmine Almè, Villa d'Almè, Sedrina, Ubiale Clanezzo, Val Brembilla e Blello (gli ultimi due parte della val Brembilla che confluisce nel fiume Brembo a Sedrina) Zogno, San Pellegrino Terme, San Giovanni Bianco, Camerata Cornello, Lenna e Piazza Brembana. Qui confluiscono i due rami principali del fiume Brembo. In quello destro si trova Olmo al Brembo: proseguendo verso il passo San Marco, dal quale si raggiunge Morbegno, in Valtellina, si passa in prossimità di Piazzolo e Piazzatorre, per poi incontrare Mezzoldo. Da Olmo, seguendo il torrente Stabina si possono raggiungere Cassiglio, Ornica e Valtorta, mentre tramite un'altra strada si raggiungono Averara, Santa Brigida e Cusio. Il ramo sinistro comprende Valnegra, Moio de' Calvi, Roncobello (su un pendio sulla sinistra), Isola di Fondra e Branzi. Da qui si ha una biforcazione che può condurre a Carona oppure a Valleve e Foppolo.
Sul lato est della Valle Brembana, all'altezza del comune di Zogno, si snoda la piccola convalle denominata Valle Serina (che prende il nome dall'omonimo torrente) dove si trovano i comuni di Bracca, Algua, Costa di Serina, Dossena, Serina, Cornalba, oltre a Selvino e Aviatico, situati allo scollinamento con la val Seriana e appartenenti all'omonima comunità montana. Raggiungibile solo da val Serina e val Seriana, Oltre il Colle appartiene però all'impervia valle Parina, il cui torrente sbocca nel fiume Brembo fra Camerata Cornello e Lenna. Sul lato ovest, all'altezza del comune di San Giovanni Bianco, confluisce invece la Val Taleggio, famosa per la bellezza dei paesaggi e la produzione dell'omonimo formaggio. Ospita i comuni di Taleggio e Vedeseta.
Centro principale della Valle è San Pellegrino Terme, cittadina ricca di infrastrutture sportive, di stazioni termali che offrono molteplici servizi e di paesaggi naturali inseriti in una cornice costituita da incantevoli palazzi in stile Liberty.
Tra le località di rilievo si menzionano le stazioni sciistiche di Piazzatorre, Foppolo e Valtorta, tutte situate in alta valle.
I comuni della Valle Brembana sono riuniti nella Comunità Montana della Valle Brembana.

## Infrastrutture
La valle è percorsa dalla Strada Statale 470. Fino al 1966 era percorsa anche da una linea ferroviaria, poi dismessa. Dal 2011 buona parte dell'ex tracciato del treno da Zogno a Piazza Brembana è stato adattato a pista ciclabile.